# Gabriel Debru
Gabriel Debru (* 21. Dezember 2005 in Grenoble) ist ein französischer Tennisspieler.

## Karriere
Debru ist bis Ende 2023 auf der ITF Junior Tour spielberechtigt. In der Jugend-Rangliste stieg er am 11. Juli 2022 auf den Spitzenplatz. Sein bestes Ergebnis bei Grand-Slam-Turnieren war der Turniersieg bei den French Open 2022. Er war als 14. der Setzliste gestartet und gab im Verlauf des Turniers nur im Halbfinale einen Satz ab. Im Doppel zog Debru 2022 bei den Australian Open ins Halbfinale ein und erreichte in Wimbledon das Endspiel, wo er verlor. Kurz danach ab August 2022 beendete er seine Juniorenkarriere, um ausschließlich Turniere der Profis zu spielen.
Bei seinem zweiten Profiturnier, das er auf der ATP Challenger Tour in Roanne 2021 spielte, konnte er drei Spieler der Top 450 besiegen, darunter die Nummer 220 Andrea Pellegrino, bevor er im Achtelfinale gegen Hugo Grenier ausschied. Mit dem Resultat zog er erstmals in die Top 1000 der Tennisweltrangliste ein. Zu diesem Zeitpunkt war er der jüngste Spieler und einzige Unter-16-Jährige, der diese Platzierung hielt. Auf der niedrigsten Turnierstufe, der ITF Future Tour, zog er 2022 in einige Viertel- und ein Halbfinale ein, sodass er das Jahr als 627. der Rangliste abschloss. Anfang 2023 in Oeiras erreichte er sein erstes Challenger-Viertelfinale.

## Erfolge
| Legende (Anzahl der Siege) |
| Grand Slam                 |
| ATP Finals                 |
| ATP Tour Masters 1000      |
| ATP Tour 500               |
| ATP Tour 250               |
| ATP Challenger Tour (3)    |

### Einzel

#### Turniersiege
| Nr. | Datum             | Turnier | Belag | Finalgegner    | Ergebnis       |
| --- | ----------------- | ------- | ----- | -------------- | -------------- |
| 1.  | 7. Juli 2024      | Troyes  | Sand  | Timofei Skatow | 6:3, 6:71, 7:5 |
| 2.  | 1. September 2024 | Como    | Sand  | Ignacio Buse   | 6:1, 2:6, 6:3  |

### Doppel

#### Turniersiege
| Nr. | Datum            | Turnier      | Belag         | Partner              | Finalgegner            | Ergebnis   |
| --- | ---------------- | ------------ | ------------- | -------------------- | ---------------------- | ---------- |
| 1.  | 19. Oktober 2024 | Saint-Brieuc | Hartplatz (i) | Geoffrey Blancaneaux | Jakub Paul Matěj Vocel | 3:3 aufgg. |